# Detlef Nebbe
Detlef Nebbe (ur. 20 czerwca 1912 w Husum, zm. 17 kwietnia 1972 w Kilonii) – zbrodniarz hitlerowski, członek załogi obozu koncentracyjnego Auschwitz-Birkenau i SS-Hauptscharführer.

## Życiorys
Ukończył 7 klas szkoły podstawowej, a z zawodu był kupcem. Do SS należał od 1933 r., a do NSDAP od 1937 r. 15 września 1939 r. Nebbe został powołany do Waffen-SS, a 15 października 1940 r. przydzielono go do obozu w Auschwitz, gdzie pozostał do kwietnia 1944 r. W obozie od lutego 1941 r. pełnił funkcję sierżanta w kompanii wartowniczej. Znany był jako doktryner narodowosocjalistyczny i gorliwy służbista. Przejawiało się to z jednej strony w tym, że trzymał mocno w ryzach esesmanów w podległej mu kompanii, szerząc wśród nich postrach swoją osobą. Z drugiej strony w okrutny sposób traktował więźniów, często ich bijąc i obelżywie wyzywając. Dawał w ten sposób przykład innym esesmanom, jak mają się zachowywać wobec więźniów. Za swoją gorliwą służbę został odznaczony Krzyżem Zasługi Wojennej II klasy z mieczami.
Po zakończeniu wojny Nebbe został osądzony przez Najwyższy Trybunał Narodowy w Krakowie w pierwszym procesie oświęcimskim. Za swój udział w zbrodniach popełnionych w obozie otrzymał 22 grudnia 1947 wyrok dożywotniego pozbawienia wolności. Więzienie opuścił na mocy amnestii w latach pięćdziesiątych.